# Constance Cummings
Constance Cummings (15 mei 1910 - 23 november 2005) was een Amerikaanse actrice.

## Levensloop en carrière
Cummings werd geboren in 1910 in Seattle. Op 18-jarige leeftijd speelde ze haar eerste rol op Broadway. In 1931 werd ze verkozen tot een van de WAMPAS Baby Stars. Cummings kreeg hierna rollen aangeboden in enkele films met Harold Lloyd, zoals American Madness van Frank Capra. In haar lange filmcarrière speelde ze ook in The Intimate Stranger (1956) en Sammy Going South (1963). 
Ze huwde met de Brit Benn Levy en ging ook in Engeland wonen. Ze overleed in Oxfordshire op 95-jarige leeftijd.
- Biblioteca Nacional de España: XX1677498
- Bibliothèque nationale de France: cb14011270w (data)
- Gemeinsame Normdatei: 14127252X
- International Standard Name Identifier: 0000 0000 8128 1553
- Library of Congress Control Number: n85378801
- Nationale Bibliotheek van Tsjechië: xx0157106
- Nationale Bibliotheek van Israël: 987007448005205171
- SNAC: w6pc599g
- Système universitaire de documentation: 115341404
- Virtual International Authority File: 49420283
- WorldCat: E39PBJwxPqRW7Y9F6ym77FCbBP